# فلور فور
فلور فور (بالفرنسية: Fleur Faure)‏ هي دراجة فرنسية، ولدت في 13 أغسطس 1993 في آكس أون بروفانس في فرنسا.

## وصلات خارجية
- فلور فور على موقع الاتحاد الدولي للدراجات (الإنجليزية)
- فلور فور على موقع أرشيف الدراجات (الإنجليزية)
- فلور فور على موقع إحصائيات الدراجات الإحترافية (الإنجليزية)
- فلور فور على موقع نسبة الدراجات (الإنجليزية)